# الناطق الرسمي للحكومة التونسية
الناطق الرسمي للحكومة التونسية هو عضو في حكومة تونس.

## المهمة
الناطق الرسمي مكلف بإعلام المواطنين التونسيين والعالم بكل جديد يخص الحكومة من أعمال وزيارات ومهمات وملخصات إجتماعات مجلس الوزراء، ويقوم بعد كل اجتماع وزراء بالتوجه بكلمة عبر التلفزيون الحكومي الوطنية 1 وعدة قنوات وإذاعات أخرى وطنية وعالمية.

## قائمة الناطقين الرسميين باسم الحكومة

### قبل الثورة (1956-2011)
| الاسم        | الاسم       | العهدة         | العهدة        | الحكومة                   | رئيس الوزراء | الحزب | الحزب                      | رئيس الجمهورية      |
| ------------ | ----------- | -------------- | ------------- | ------------------------- | ------------ | ----- | -------------------------- | ------------------- |
| سمير العبيدي |             | 29 ديسمبر 2010 | 17 يناير 2011 | حكومة محمد الغنوشي الأولى | محمد الغنوشي |       | التجمع الدستوري الديمقراطي | زين العابدين بن علي |
| سمير العبيدي | فؤاد المبزع | 29 ديسمبر 2010 | 17 يناير 2011 | حكومة محمد الغنوشي الأولى | محمد الغنوشي |       | التجمع الدستوري الديمقراطي |                     |

### بعد الثورة (منذ 2011)
| الاسم         | الاسم              | العهدة         | العهدة         | الحكومة                                             | رئيس الوزراء                    | الحزب | الحزب          | رئيس الجمهورية |
| ------------- | ------------------ | -------------- | -------------- | --------------------------------------------------- | ------------------------------- | ----- | -------------- | -------------- |
| الطيب البكوش  |                    | 17 يناير 2011  | 24 ديسمبر 2011 | حكومة محمد الغنوشي الثانية حكومة الباجي قائد السبسي | محمد الغنوشي الباجي قائد السبسي |       | مستقل          | فؤاد المبزع    |
| الطيب البكوش  | المنصف المرزوقي    | 17 يناير 2011  | 24 ديسمبر 2011 | حكومة محمد الغنوشي الثانية حكومة الباجي قائد السبسي | محمد الغنوشي الباجي قائد السبسي |       | مستقل          |                |
| سمير ديلو     |                    | 24 ديسمبر 2011 | 29 يناير 2014  | حكومة حمادي الجبالي حكومة علي العريض                | حمادي الجبالي علي العريض        |       | حركة النهضة    |                |
| نضال الورفلي  |                    | 5 مارس 2014    | 6 فبراير 2015  | حكومة مهدي جمعة                                     | مهدي جمعة                       |       | مستقل          |                |
| نضال الورفلي  | الباجي قائد السبسي | 5 مارس 2014    | 6 فبراير 2015  | حكومة مهدي جمعة                                     | مهدي جمعة                       |       | مستقل          |                |
| أحمد زروق     |                    | 6 فبراير 2015  | 12 يناير 2016  | حكومة الحبيب الصيد                                  | الحبيب الصيد                    |       | نداء تونس      |                |
| خالد شوكات    |                    | 12 يناير 2016  | 5 نوفمبر 2018  | حكومة الحبيب الصيد حكومة يوسف الشاهد                | الحبيب الصيد يوسف الشاهد        |       | نداء تونس      |                |
| إياد الدهماني |                    | 5 نوفمبر 2018  | 7 نوفمبر 2019  | حكومة يوسف الشاهد                                   | يوسف الشاهد                     |       | الحزب الجمهوري |                |
| إياد الدهماني | محمد الناصر        | 5 نوفمبر 2018  | 7 نوفمبر 2019  | حكومة يوسف الشاهد                                   | يوسف الشاهد                     |       | الحزب الجمهوري |                |
| إياد الدهماني | قيس سعيد           | 5 نوفمبر 2018  | 7 نوفمبر 2019  | حكومة يوسف الشاهد                                   | يوسف الشاهد                     |       | الحزب الجمهوري |                |
| أسماء السحيري |                    | 7 أبريل 2020   | الآن           | حكومة إلياس الفخفاخ                                 | إلياس الفخفاخ                   |       | مستقلة         |                |